# Mbandaka
Mbandaka, dříve známá jako Coquilhatville je město v Demokratické republice Kongo. Nachází se na řece Kongo, při jejím soutoku s řekou Ruki. Je to hlavní město Rovníkové provincie (Équateur) Demokratické republiky Kongo. Žije zde 345 663 obyvatel (2012) Město leží nejblíž čáře rovníku ze všech větších měst na světě. Jeho zeměpisná šířka je pouhých 0,2 °s. š.

## Historie
Město bylo založeno roku 1883 pod názvem Equateur, tj. rovník, Henrym Mortonem Stanleym. Ve skutečnosti se však radnice města nachází asi 4 km severně od rovníku. Když Kongo obsadili Belgičané, přejmenovali město na Coquilhatville. Další změna názvu se odehrála roku 1966, když po vyhlášení nezávislosti neslo nový název podle místního politika. Během let vleklé občanské války však došlo k velmi silnému poškození infrastruktury města; ve velkých částech města neteče voda a nefunguje elektrická energie.